# Campaña antidelincuencia en China de 1983
La campaña antidelincuencia de 1983 (chinos simplificados: 严厉打击刑事犯罪活动; traditional Chinese: 嚴厲打擊刑事犯罪活動) fue una campaña masiva contra el crimen que comenzó en septiembre de 1983 y recibió el apoyo de Deng Xiaoping, entonces líder supremo de China. La campaña duró tres años y cinco meses, y se lanzó debido al empeoramiento de la seguridad pública en todo el país después de la Revolución Cultural (1966-1976).
Durante las «tres batallas» de la campaña Mano Dura, unos 197 000 grupos criminales fueron reprimidos; específicamente hubo 24 000 condenados a muerte, lo que mejoró de inmediato la seguridad pública. Sin embargo, también surgieron controversias, como si algunos de los castigos legales fueron demasiado duros y si los procesos legales de muchos casos fueron completos y rigurosos.

## Antecedentes históricos
Después de que la Revolución Cultural terminó en 1976 y el lanzamiento de «Reforma y Apertura» en 1978, las tasas de criminalidad en China, incluidos los delitos contra la propiedad, aumentaron según el gobierno chino. Según el Ministerio de Seguridad Pública de China, en 1980 hubo más de 750 000 casos criminales en todo el país y 50 000 fueron «casos graves», en 1981 los números fueron 890 000 y 67 000, y en 1982 los números fueron 740 000 y 64 000. La campaña Mano Dura se lanzó para contrarrestar tal aumento en los delitos penales.

## Campaña
La campaña Mano Dura se lanzó durante la primera etapa de la reconstrucción legal en China, cuando el sistema legal casi fue destruido en la Revolución Cultural. El derecho penal de China entró en vigencia en 1980 y la nueva Constitución de la República Popular China fue aprobada en 1982.
Hubo tres batallas principales de la campaña Mano Dura. Varias personas arrestadas (algunas incluso recibieron la pena de muerte) eran niños o familiares de funcionarios del gobierno en varios niveles, incluido el nieto de Zhu De, lo que demuestra el principio de «todos son iguales ante la ley».
Sin embargo, algunos de los casos en la campaña fueron «falsos e injustos» y algunas personas recibieron castigos demasiado severos, lo que resultó en controversias legales; además, el efecto a largo plazo de la campaña Mano Dura en la mejora de la seguridad pública ha sido ampliamente discutido.